# Castell de Bunyol
El castell de Bunyol s'estén de nord-oest a sud-est ocupant aproximadament 400 m de longitud, assentat sobre dos massissos rocosos domina la ciutat i tota la Foia de Bunyol, i és un dels més grans de la província de València.

## Història
Construït el segle xiii pels comtes d'Urgell, la seva importància estratègica es basava a estar en l'antiga frontera entre el Regne de Castella i el Regne de València. El 1382, Guillem Ramon de Montcada i de Peralta intercanvià amb Pere II d'Urgell la baronia de Cervelló i les viles de Sant Vicenç dels Horts i Piera a canvi de la meitat de les baronies de Bunyol, Xiva i Xestalgar. El 1413 fou expropiat, amb la resta dels dominis de Jaume II d'Urgell arran de la seva revolta, que comportà el setge del castell. Alfons el Magnànim el va vendre més tard a Berenguer Mercader i la família Mercader, una de les més representatives de València, es va vincular a La Foia de Bunyol des de 1425 fins a 1836, que el senyoriu va passar definitivament a la Corona. Amb Felip III de Castella, Bunyol i la seua comarca es converteixen en el comtat de Bunyol, sent el seu primer comte el senyor Gaspar Mercader i Carròs, el 3 de maig de 1604.

## Descripció arquitectònica
La construcció ocupa el centre de Bunyol i està format per dos recintes situats sobre una cresta rocosa entre la fossa del riu de Bunyol i el barranc de Borrunes, separats per fosses artificials que se salven mitjançant ponts defensats per torres que fan la funció de portes. Una primer fossat separa el recinte militar de la zona de les Vendes, des de la qual d'una altra manera podria accedir-se a peu pla. La segona fossa aïlla la zona residencial, reforçant la seva posició defensiva. El primer recinte és un polígon format per un llenç recte, flanquejat per dues torres en els angles i una torre central d'accés que defensa la porta, i una muralla que corona les escarpes de la penya. Queda així defensat un espai ampli i pla, l'antiga plaça d'armes, el recinte fortificat de les quals es trobava dotat d'un cos de ronda perforat per sageteres. Actualment aquest espai està ocupat per modests habitatges adossats a les muralles, que emmascaren de manera eficient el caràcter militar del lloc. Aquests habitatges són, en tot cas, posteriors a 1845.
En el centre del castell, es troba la torre de l'homenatge la més destacada del conjunt, domina el pont i fossa, servint de comunicació al seu través al segon recinte del castell (recinte sud). La forma i disposició del pas, és una simple mina perforada en el nucli massís de la torre. A l'única habitació s'accedia per una porta des de les plantes altes del palau gòtic avui desaparegudes. El recinte sud, alberga les instal·lacions residencials de la fortalesa. Es conserva part del palau gòtic -la sala del Oscurico-, és una sala rectangular, adossada per un dels seus costats a la cara oest de la torre de l'Homenatge. Pel que sembla originàriament estava dividida en dos pisos però avui és una sola nau restaurada que alberga exposicions i esdeveniments culturals i l'únic vestigi de l'antiguitat del recinte són els arcs ogivals que ho recorren pel seu interior. L'antiga dependència-palau dels comtes és l'estructura de la façana sud, adossada per la seva capçalera al capdavant oriental de la muralla, actualment en reconstrucció.
L'església del Salvador, que avui alberga el Museu Arqueològic, hagué de ser construïda com la majoria de les dependències que coneixem, entre la segona meitat del segle xiii i la primera meitat del segle xiv. És una nau amb volta de mig punt, llunetes i dos arcs que la divideixen en tres trams. Els tres edificis flanquegen una plaça grollerament triangular per la qual descendeix el carrer del Castell. Aquest recinte sud conserva també algunes cases encara habitades. El carrer del Castell es resol en una escarpada costa que permet l'accés cap al barri antic del poble, el carrer de Mallorquins, després de travessar la porta fortificada denominada 'la Torreta'. És l'accés que la fortalesa té per la seva banda meridional. Està compost per una escalinata i la torre se situa en la cota més baixa del castell. L'arquitectura del castell és relativament unitària i de bona factura. Combina repetidament els llenços de tàpia i de fàbrica de carreus, el que unit a les contínues reformes i ocupacions fa difícil l'ordenació cronològica dels diferents elements i fases constructives. Al mateix temps, el caràcter de residència senyorial, primer, i la intensa ocupació que va ser objecte des de la seua emancipació, han contribuït a mantenir i enriquir la seva sòbria imatge.

## Galeria

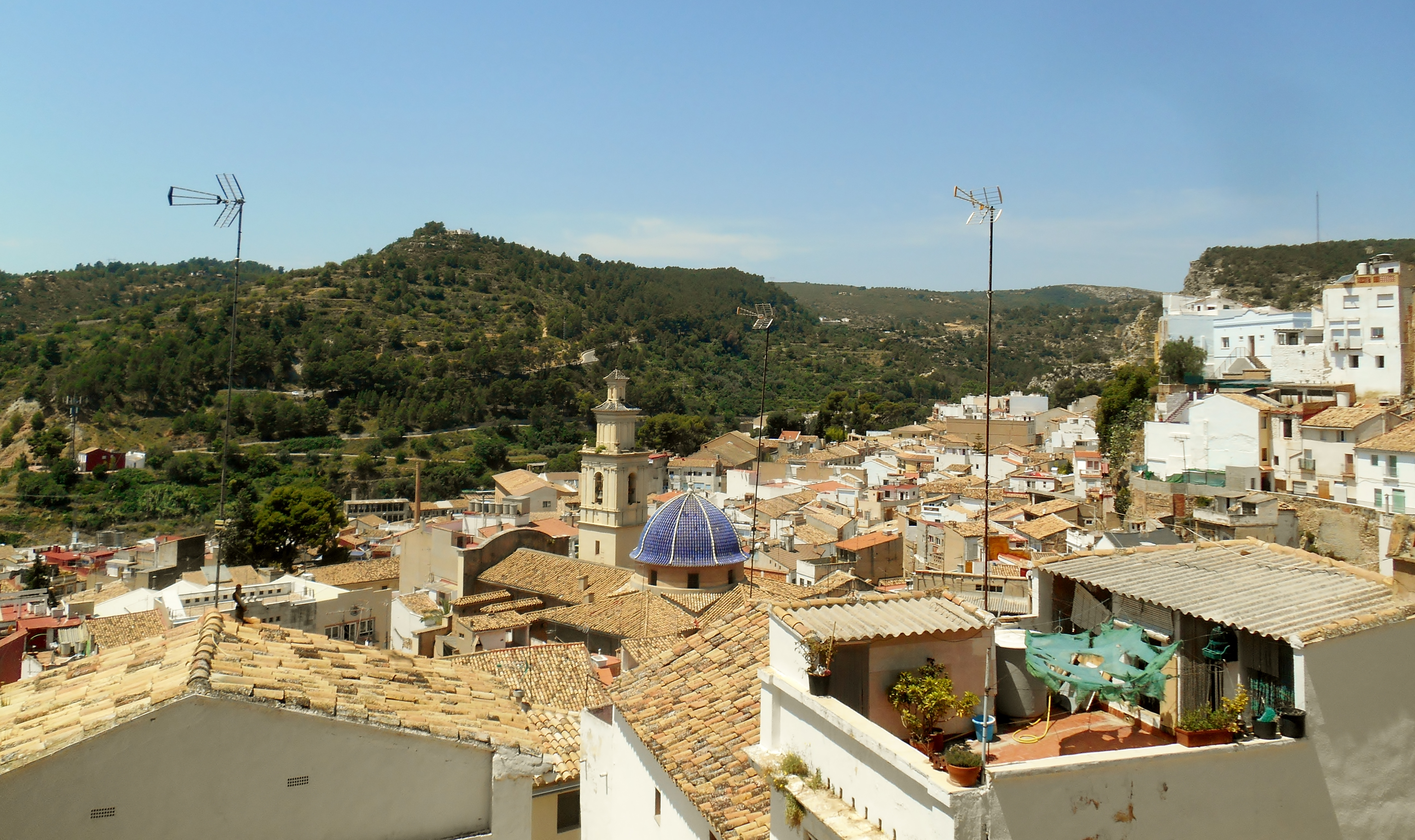
Vista de Bunyol des del Castell
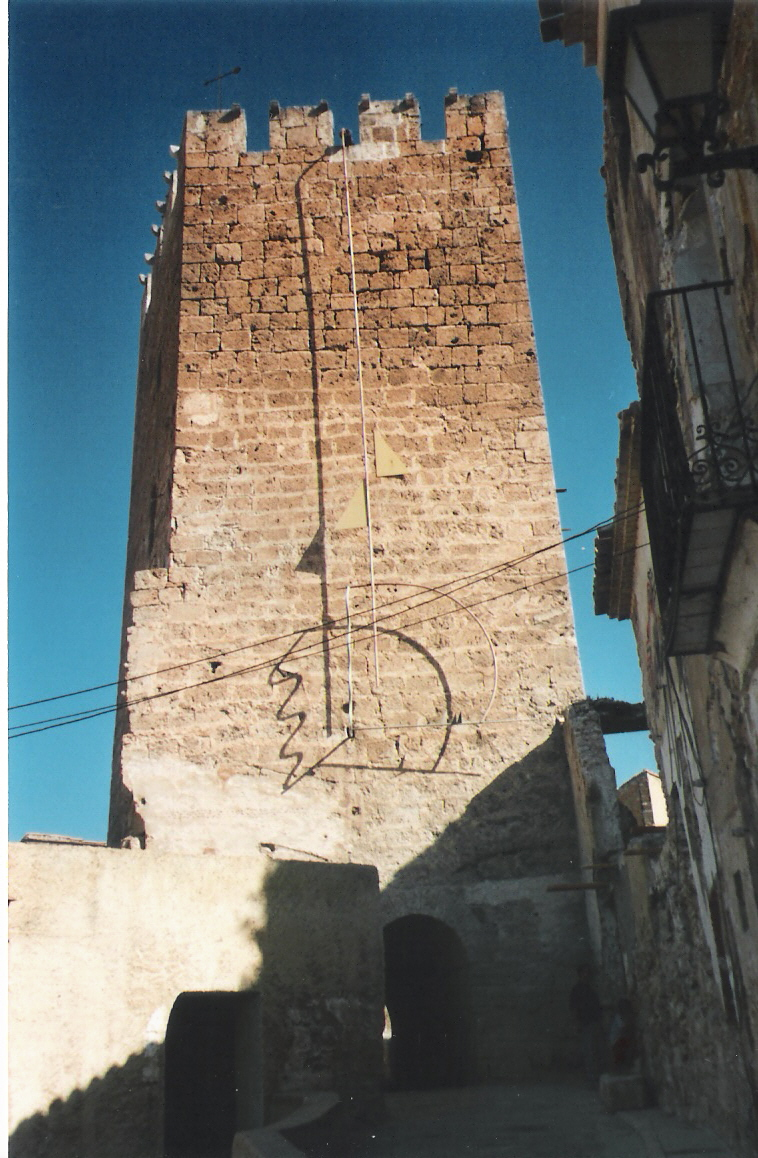
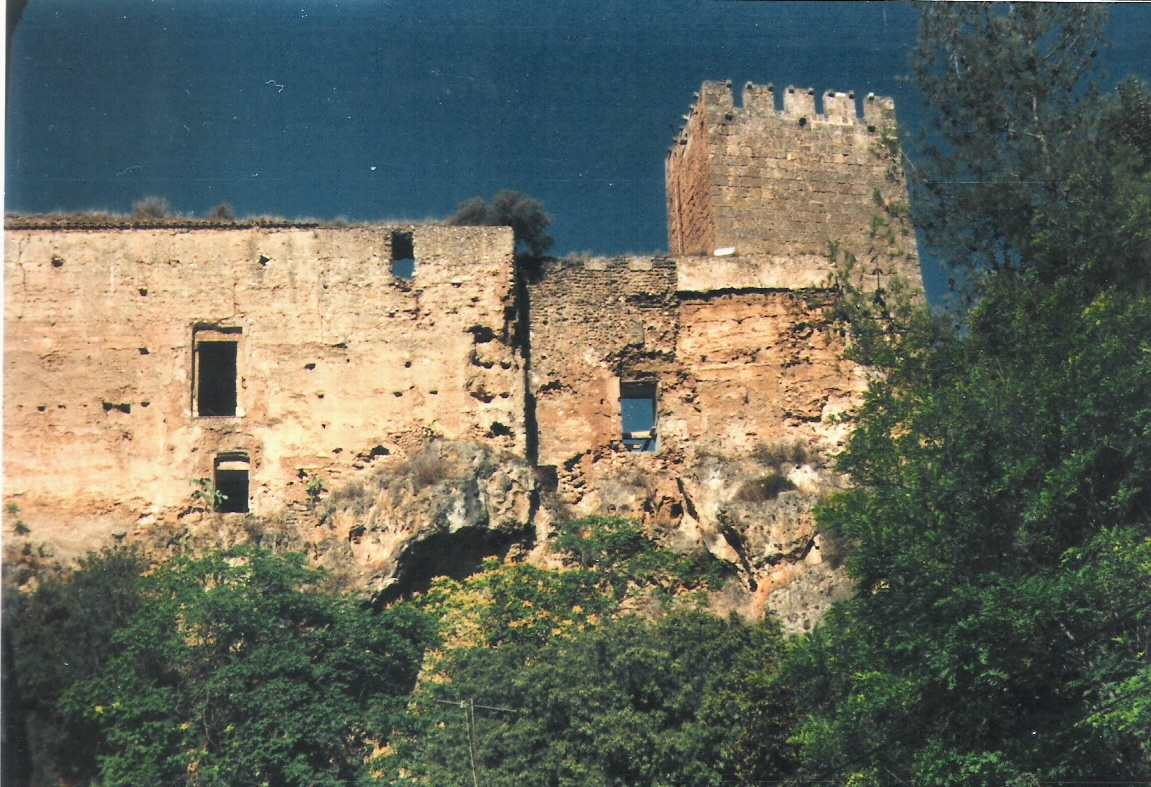